# جزیره قبر ناخدا
قبر ناخدا از جزیره‌های غیر مسکونی ایرانی در خلیج فارس است و محل تخمگذاری پرستوهای دریایی است.
این جزیره از جزایر غیر مسکونی ایرانی خلیج فارس است و در دهانهٔ خور موسی قرار دارد.در شمال خورموسی واقع در بندر ماهشهر و در دهانه این خور سه جزیره بونه، دارا و قبر ناخدا قرار دارد.مساحت جزیره قبر ناخدا در زمان مد ۲.۴ هكتار است ولی در زمان جزر پشته های شنی وسیعی از آب بیرون می آیند و به آن متصل می شوند كه مساحت آن را تا چندین صد هكتار افزایش می دهند.این جزیره از جاذبه های بندرماهشهر،با اینكه كاملاً مسطح است و بخش مركزی این جزیره را گیاهان مختلف تشكیل می دهند ، آب شیرین در آن یافت نمی شود و به هیچ وجه قابلیت مسكونی ندارد.
وجه تسمیه
انتخاب نام این جزیره به زمان های بسیار دور بر میگردد. به نقل از اهالی بومی ساکن بندر ماهشهر، در دورانی که برای دریا پیمایی از کشتی های پارویی دستی استفاده میشد، ناخدایی ناشناس به همراه خانواده خود در آب های نیلگون خلیج فارس راهی سفر بود که تنها دخترش به بیماری سختی مبتلا شد و به علت عدم دسترسی به طبیب معالج و طولانی بودن راه برگشت، در بین راه در این جزیره لنگر انداختند و جسم مرده دخترک را به خاک سپردند. در واقع جسم دختر ناخدا در این جزیره دفن شده است نه خود ناخدا.
پیشینه تاریخی
بعضی از مردم محلی ضمن تأييد وجود قبر ناخدايی كه امكان انتقال او به ساحل ماهشهر در زمان فوتش وجود نداشت، به ريشه‌ های تاريخی این جزیره نیز اشاره می ‌كنند و معتقدند در زمان سلسله هخامنشيان سواحل خوزستان با امروز كاملاً متفاوت بوده و جزيره قبر ناخدا در آن زمان جزيره نبود بلكه چسبيده به خاك اصلی بوده و بهترين موقعيت را برای ساختن بندر و تأسيسات مربوطه داشته است.به ‌همين دليل احتمالا زير خاك جزيره قبر ناخدا، تأسيسات بندری و شهری و كشتی سازی هخامنشی وجود دارد.
```
[
۳
]
[
۴
]
```